# Wola
Wola là một quận ở phía tây của Warszawa, thủ đô Ba Lan, trước đây là làng Wielka Wola và được sáp nhập vào Vác-sa-va năm 1916. Khu vực này được chuyển thành một vùng công nghiệp đầu thế kỷ 19 và dần chuyển sang khu vực dân cư và văn phòng. Hiện nay có nhiều viện bảo tàng ở quận Wola.
Quận Wola có diện tích 19,26 km2, dân số năm 2003 là 143.996 người.